# Komenda Svádov
Komenda johanitů ve Svádově existovala v letech 1169 až 1186.

## Historie komendy
Roku 1169 obdrželi johanité od krále Vladislava II. a jeho bratra Jindřicha větší území u Ústí nad Labem (Libov s velkým lesem, Hrbovice). Bratři Hroznata Kučeravý a Měšek jim v téže době zde věnovali řadu dalších obcí (Krásné Březno, Svádov, Neštěmice, Velké Březno, Povrly, Ryjice, Roztoky, Všeřadiště, Český Újezd). Na litoměřicku pak obdrželi johanité obce Zálezly, Proboštov, Pohoří, Tašov, Ploskovice). Ještě před rokem 1186 obdrželi i Malé Březno na Ústecku. Centrem tohoto značně velkého a souvislého území byl Svádov, kde byla komenda. Velkou většinu tohoto území johanité však ztratili již roku 1186 a zůstaly jim v podstatě jen Ploskovice, kde byla řízena komenda, a na Ústecku několik obcí. Johanité v době tohoto krátkého držení založili na vyklučeném území hvozdu při zemské stezce po roce 1169 několik obcí: Prosetín, Kamenici, Hrbovice, rozšířili Předlice aj.
Na zbylých johanitských statcích na Úštěcku nezaložili johanité komendu (snad v důsledku ztráty svárovské komendy), ale svěřili toto své území leníkům sídlícím na tvrzi v Hrbovicích. Tito leníci pak spravovali johanitské zboží až do počátku husitských válek.
V souvislosti se svádovskou komendou měli johanité na Žatecku kolem roku 1186 některé obce, ale někteří historici to popírají a uvedené osady lokalizují na Bezdružicko.
Johanité měli i své vlastní fary vyplývající ze svádovské komendy. Byly to Mikulovice (1265–1559) a Prunéřová (1265–1559). Dalším majetkem se stalo území severně od České Lípy, kde vzniklo po třicetileté válce maltézské (johanitské) panství Horní Libchava, na němž byly maltézské fary: Horní Libchava, Skalice, Polevsko, Volfartice a Slunečná.